# Faraday Future
Faraday Future — американская компания, специализирующаяся на производстве электромобилей. Основана в 2014 году.

## История
Компания Faraday Future основана китайским бизнесменом Цзя Юэтином в мае 2014 года. Штаб-квартира компании расположена в Лос-Анджелесе, в районе Харбор Гейтуэй, примыкающем к Карсону. К январю 2016 года число сотрудников возросло до 1000.
Компания получила название Faraday Future в честь Майкла Фарадея, основоположника закона электромагнитной индукции. В ноябре 2015 года компания объявила, что инвестирует до 1 миллиарда долларов в своё первое производственное предприятие.
В декабре 2015 года компания Faraday Future объявила о планах построить собственный завод в Норт-Лас-Вегасе. Контракт был заключён с AECOM за 500 миллионов долларов. Строительство завода началось в апреле 2016 года и закончилось в ноябре 2016 года ввиду ожидания проверки финансовой стабильности Faraday Future. Оно было стимулировано налоговыми льготами в размере 215 миллионов долларов.
24 мая 2016 года в Вальехо было объявлено о проведении 31 мая заседания городского совета для обсуждения эксклюзивного соглашения о переговорах. Это стало первым шагом к переносу Faraday Future на остров Маре. 31 мая 2016 года городской совет единогласно согласился заключить 6-месячное соглашение.
В марте 2017 года ввиду планов разработки серийных автомобилей компания Faraday Future расторгла соглашение. 10 июля 2017 года компания объявила о прекращении строительства завода в Норт-Лас-Вегасе ввиду финансовых ситуаций.

## Модельный ряд
- FF ZERO 1 (2016) — концепт-кар[15].
- FF 91 (2017) — первый серийный вариант[16][17], производство которого началось в марте 2023 года[18]. Конкурентом является Tesla Model S[19].
- FF 91 2.0 Futurist Alliance.
- FF 81 (2018) — среднеразмерный концептуальный внедорожник[20], в серию не пошёл[21][22].
- Faraday Future Dragon Racing Penske 701-EV (2016—2017) — гоночный автомобиль[23][24], участник формулы Е[25][26].

- Faraday Future FFZERO1
- Вид сзади
- 2017 FF Spark-Penske 701-EV